# Szkiełko i oko (czasopismo)
Szkiełko i Oko (wcześniej „Mała Delta”) – miesięcznik matematyczno-przyrodniczy dla dzieci wydawany w latach 80. przez Filię Uniwersytetu Warszawskiego w Białymstoku za pośrednictwem Białostockiego Wydawnictwa Prasowego, przy poparciu Polskiego Towarzystwa Astronomicznego, Polskiego Towarzystwa Fizycznego i Polskiego Towarzystwa Matematycznego.

## Historia
W czerwcu 1974 roku w Delcie ukazała się po raz pierwszy „mała delta” – kącik dla dzieci. Od stycznia 1975 „mała delta” ukazywała się w każdym numerze „Delty”. W kwietniu 1981 roku ukazał się pierwszy numer czasopisma „Mała Delta” – jeszcze „pod nadzorem” redakcji „Delty”. 
W 1983 roku wydano pierwszy numer opracowany przez niezależną redakcję, w nowej szacie graficznej i z nowym tytułem „Szkiełko i Oko”. W 1991 roku ukazał się jego setny i ostatni numer.